# Wildstorm
A WildStorm Productions, röviden WildStorm vagy Wildstorm az amerikai képregénykiadó, a DC Comics egyik cégjelzése. A Jim Lee által alapított WildStorm 1992-ben egyike volt azon kiadóknak amik közösen létrehozták az Image Comics-ot. Miután 1999-ben a DC megvásárolta Jim Lee továbbra is a stúdió élén mint annak szerkesztőségi igazgatója. A WildStorm felelős főszerkesztője Scott Bundier. A WildStorm szerkesztősége külön működik a DC Comics szerkesztőségétől az Egyesült Államok nyugati partján.
A stúdió fennállása során számos egymással kölcsönhatásban lévő sorozatot adott ki, melyen a Wildstorm-univerzum részét képezik. Emellett más, ehhez az univerzumhoz nem kapcsolódó történet is megjelent a gondozásukban, mint Kurt Busiek Astro City-je és Alan Moore America’s Best Comics sorozata.
A Wildstorm-univerzum gerincét képező sorozatok a WildC.A.T.s, a Wetworks, a Stormwatch, The Authority (mely a Stormwatch folytatása) és a Gen¹³.